# Valentin Matija Živic
Valentin Matija Živic (tudi Shivitz, Šivić), slovenski inženir, podjetnik in izumitelj, * 12. februar 1828, Skopo, † 19. junij 1917, Trst.

## Življenje in delo
Politehniko je študiral na Dunaju, 1848 se tu kot član akademske legije udeležil marčnih dogodkov in 1850 diplomiral. Do 1855 je bil tehniški risar pri raznih industrijah nato se je vrnil v Skopo, načrtoval in vodil manjša gradbena dela po Krasu (stavbe, ceste, vodnjake), in se ob tem seznanil in sodeloval s tvrdko Righetti iz Trsta, zlasti s sinom Giovannijem Righettijem. Z inženirskim izpitom 1859 pri stavbnem uradu v Trstu si je pridobil pravico do samostojnega dela v Primorju, zaradi šovinističnega pritiska pa je moral občasno prevzemati vsakovrstna dela, tudi zemljemerska (npr. izmere parcel v Podgradu v Istri, trasiranje železniške proge Trst–Ajdovščina in drugo). Bil je tudi uradni cenilec za odškodnine pri gradnji železnic (Reka–Zagreb in po Slavoniji) in za požarne škode (1881 gledališče v Splitu, in na otoku Krf). Leta 1873 je ustanovil podjetje Schivitz & Comp. (družabnika Morath in F. Schnabl), ki je trgovalo s tehničnimi predmeti, načrtovalo in gradilo tovarne, mline, vodovode in drugo. Največji podjetniški uspeh je izvedba celotnega vodovoda na Cetinju (1890–1891) za kar je prejel črnogorsko odlikovanje Danilov red IV. stopnje. Leta 1898 je podjetje prepustil družabniku Schöffmannu.
Arhiv patentnega urada na Dunaju (Oesterr. Patentamt) hrani enajst njegovih patentov: odprto ognjišče za koks (1868), vodna turbina (1870), kalorifer (1871), črpalka za vino (1878), stroj za drobljenje koksa (1888), razprševalec žvepla (1892), ustnik za trtno škropilnico (1892), ročna škropilnica proti peronospori (1892, komercialno najuspešnejša), izpopolnjeni ustnik za škropilnico (1895), plug za težko dostopne terene (1903), ventil za izenačevanje pritiskov (1903). Ukvarjal se je tudi z letalstvom; gradil je modele letal in načrtoval helikopter z rotorji na vodoravni osi, zaradi tehnoloških težav pa ostal le pri poskusih na modelih. Leta 1909 je ustanovil delniško družbo za razvoj in izdelovanje helikopterjev ter promet z njimi. O svojem delu je objavil več člankov in knjigo Navigazione aerea qual mezzo di transporto (Trst, 1911)